# Das semiologische Abenteuer
Das semiologische Abenteuer (L’aventure sémiologique) ist ein literaturtheoretisches Werk des französischen Poststrukturalisten und Semiotikers Roland Barthes aus dem Jahr 1985. 1988 erschien die deutsche Übersetzung von Dieter Hornig im Suhrkamp Verlag.

## Inhalt

### Einordnung
In Das semiologische Abenteuer legte Roland Barthes die Grundlagen seiner strukturalistischen Literaturbeschreibung, als deren populärster Vertreter er oft genannt wird. Das Buch versucht, linguistische Wissenschaftlichkeit in die Literatur zu tragen. Besonders der Abschnitt Einführung in die strukturale Analyse von Erzählungen, der ein Analysemodell für Erzählungen entwickelt, gilt als Grundlage einer strukturalistisch orientierten Narratologie.

### Die Erzählung
Barthes geht in seinem Buch von einem universalistischen Begriff der „Erzählung“ aus: „Erzählung“ zielt hier weder nur auf mündliche oder geschriebene Texte noch auf die spezielle Machart literarischer Werke. Der Begriff „Erzählung“ meint für Barthes generell die Vermittlung von Ereignisfolgen, wie sie in verschiedenen Medien und – spezieller – in verschiedenen Textgattungen umgesetzt wird. Für Barthes sind Erzählung allgegenwärtig und in allen Ethnien, Klassen und Gruppierungen nachweisbar: „Die Erzählung ist international, transhistorisch, transkulturell.“. Obwohl es unendlich viele konkrete Erzählungen gibt, versucht Barthes mit Hilfe des Strukturalismus die grundlegenden Struktur der Erzählung zu beschreiben, „die Unendlichkeit der Sprechweisen in den Griff zu bekommen“. Er verwendet dabei ein deduktives Vorgehen, den Entwurf eines „hypothetische[n] Beschreibungsmodells“ von Erzählungen, als deren methodischer und terminologischer Bezugspunkt ihm die Linguistik dient.

#### Die Sprache der Erzählung
Ausgehend von der Hypothese, dass zwischen dem Satz, dem Untersuchungsgegenstand der Linguistik und dem „Diskurs (als Gesamtheit von Sätzen)“ eine Homologiebeziehung besteht, versteht Barthes auch die Erzählung als satzartige Organisation: „Von der Struktur her deckt sich die Erzählung mit dem Satz, ohne jemals auf eine bloße Summe von Sätzen reduzierbar zu sein: die Erzählung ist ein großer Satz, genauso wie jeder konstative Satz gewissermaßen der Entwurf einer kleinen Erzählung ist.“ Diese analoge Organisation von Sprache und Erzählung macht es möglich, das linguistische Prinzip, verschiedene Beschreibungsebenen zu unterscheiden, auf die Erzählanalyse zu übertragen. Wie der Satz in der Linguistik auf verschiedenen Ebenen – phonetisch, phonologisch, grammatikalisch, kontextuell – untersucht wird, die je für sich nicht den vollen Sinn des Satzes ergeben, sondern sinnkonstituierend ineinandergreifen, muss auch die Erzählanalyse Ebenen unterscheiden und in eine „hierarchische (integratorische) Perspektive bringen“.
Barthes schreibt: „Eine Erzählung lesen (hören), heißt nicht nur, von einem Wort zum anderen übergehen, sondern auch von einer Ebene zur anderen.“ Er schlägt deshalb die ‚provisorische’ Unterscheidung von drei Beschreibungsebenen vor:
1. Funktionen
2. Handlungen
3. Narration

### Die Funktionen
Die „Funktionen“ stellen die kleinsten sinnkonstituierenden Einheiten als Glieder einer Korrelation dar: Die Erzählung besteht ausschließlich aus Funktionen, d. h., alles ist bedeutsam, wenn auch in unterschiedlichem Maße, und selbst noch das, was „unweigerlich bedeutungslos erscheinen“ mag, ist in der „Bedeutung des Absurden oder des Nutzlosen“ funktional relevant. Die Funktion ist eine inhaltliche Einheit, d. h. das in der sprachlichen Form der Erzählung jeweils Gemeinte, nicht die Formulierung selbst.

#### Funktionen und Indizien
Barthes unterscheidet zwei große Klassen von narrativen Einheiten: distributionelle und integrative. Die distributionellen Einheiten, die dadurch definiert sind, dass sie kommenden Ereignissen der Erzählung korreliert sind bzw. auf diese verweisen, heißen Funktionen. Die integrativen Einheiten, die nicht auf Folgeakte rekurrieren, sondern durch Zusatzinformationen – Charakter eines Protagonisten, Beschreibung einer Atmosphäre etc. – den Sinn der Geschichte aufschließen, heißen Indizien. Während die Funktionen syntagmatisch operieren, d. h. Bezüge auf einer Ebene, der Ebene der Ereignisfolge, herstellen, schaffen die Indizien paradigmatische Relationen zwischen der Ebene der Ereignisse und einer zusätzlichen Sinnebene, die fakultativ ist, weil sie die Ereignisfolge nicht funktionell konstituiert. Barthes schreibt: „Funktionen und Indizien fallen damit unter eine weitere klassische Unterscheidung: Die Funktionen implizieren metonymische Relata, die Indizien metaphorische Relata; die einen entsprechen einer Funktionalität des Tuns, die anderen einer Funktionalität des Seins.“

#### Kardinalfunktion und Katalyse
Jede der genannten zwei Klassen besitzt zwei Unterklassen: Die Funktionen teilen sich in Kardinalfunktionen (oder Kerne) und Katalysen. Die Kardinalfunktion ist dadurch gekennzeichnet, „daß die Handlung, auf die sie sich bezieht, eine für den Fortgang der Geschichte folgentragende Alternative eröffnet (aufrechterhält oder beschließt), kurz, daß sie eine Ungewißheit begründet oder beseitigt“. Kardinalfunktionen besitzen eine logische Funktionalität in dem Sinne, dass sie Folgehandlungen notwendig fordern. Im Gegensatz dazu handelt es sich bei den Katalysen um Informationen zu einer Ereignisfolge in der Zeit, die zwar konsekutiv, aber nicht konsequentiell sind. Kardinalfunktionen bilden alternative Handlungspunkte, die „Risikomomente der Erzählung“, Katalysen dagegen die „Sicherheitszonen, Ruhepausen“. Die Spannungsökonomie der Erzählung wird durch das Verhältnis der beiden Funktionen zueinander bestimmt.

#### Indizien und Informanten
Die Indizien teilen sich in zwei Unterklassen, die (eigentlichen) Indizien und die Informanten. Die Indizien, so Barthes, verweisen beispielsweise auf einen Charakter, ein Gefühl, eine Atmosphäre, die als Anzeichen auf eine kommende Handlung verweisen, ohne sie notwendig klar anzudeuten oder gar einzufordern. Der Leser ist aber gehalten, ihre „implizite[n] Signifikate“ zu entziffern. Informanten dagegen liefern Informationen, „die zum Erkennen und Zurechtfinden in Raum und Zeit dienen“. Sie machen als „realistischer Operator“ die erzählte Wirklichkeit durch Details glaubwürdig. Die Unterklassen Katalysen, Indizien und Informanten haben gemeinsam, dass sie sich als – prinzipiell unbegrenzte – „Expansionen“ an die zu Sequenzen gefügte, endliche Anzahl von Kernen anlagern.

#### Die Sequenz
Eine Sequenz ist eine Folge von Kernen, die kausallogisch aufeinander bezogen sind und die eine Handlungseinheit bezeichnen, deren Anfang und Ende eindeutig zu bestimmen sind. Barthes verwendet als Beispiel die Handlungssequenz aus den Kernen „ein Getränk bestellen, erhalten, trinken, bezahlen“. Sequenzen lassen sich immer metalinguistisch benennen; wie in der strukturalistischen Märchenanalyse, die etwa die Sequenztypen „Betrug, Verrat, Kampf, Vertrag, Verführung“ identifiziert. Barthes schreibt: „Die geschlossene Logik, die eine Sequenz strukturiert, ist untrennbar mit ihrem Namen verbunden: Jede Funktion, die eine Verführung ins Spiel bringt, ruft in der Weckung dieses Namens unmittelbar nach ihrem Auftreten den gesamten Prozeß der Verführung ab, wie wir ihn aus allen Erzählungen gelernt haben, die in unserem Innern die Sprache der Erzählung ausgebildet haben.“

#### Syntax der Sequenzen
Barthes unterscheidet eine „Syntax im Inneren der Sequenzen“ von einer „(surrogate[n]) Syntax der Sequenzen untereinander“, d. h. von einem hierarchischen Verweiszusammenhang, in dem bestimmte aktualisierte Mikrosequenzen übergeordnete Sequenzen anzeigen. Barthes liefert das Beispiel eines analytischen Stemmas: Die aus den Kernen „Hand reichen“, „Hand drücken“, „Hand loslassen“ bestehende Mikrosequenz „Begrüßung“ fungiert als Glied der umfassenderen Sequenz „Begegnung“, die aus den Mikrosequenzen „Näherkommen“, „Anrede“, „Begrüßung“ und „Setzen“ bestehen kann. Die Sequenz „Begegnung“ wiederum kann als Mikrosequenz im Verbund mit „Bitte“ und „Vertrag“ die übergeordnete Sequenz „Ansuchen“ bilden. Auf der Ebene der Sequenzen gliedert sich die Erzählung in hierarchische Blöcke, die als Episoden unabhängig nebeneinanderstehen und nur auf der nächsthöheren Ebene, der Ebene der Handlungen, zusammengehalten werden.

### Die Handlung
Die Ebene der Handlungen wird durch einen strukturalen statt psychischen Status der Protagonisten bestimmt. Der Protagonist wird nicht als „psychische Essenz“ aufgefasst, d. h. als eine Instanz, die die Handlung aus sich heraus motiviert, sondern – unter Bezug auf Algirdas Julien Greimas – als Aktant. Die Protagonisten der Erzählung sind also, laut Barthes, „nicht nach dem, was sie sind, sondern nach dem, was sie tun, zu beschreiben und einzuteilen […], insofern sie an drei großen semantischen Achsen partizipieren, die man übrigens auch im Satz wiederfindet (Subjekt, Objekt, Attribut, Adverbialbestimmung), nämlich Kommunikation, Wunsch (oder Suche) und Prüfung; infolge der paarweisen Anordnung dieser Partizipationen ist die endlose Welt der Protagonisten ebenfalls einer auf die ganze Erzählung projizierten paradigmatischen Struktur unterworfen (Subjekt/Objekt, Geber/Empfänger, Helfer/Widersacher); und da der Aktant eine Klasse definiert, kann er mit verschiedenen Akteuren ausgefüllt werden, die nach den Regeln der Multiplikation, der Substitution oder der Leerstelle mobilisiert werden.“

#### Das Problem des Subjekts
Barthes benennt als besondere Schwierigkeit die ungelöste Frage nach dem Subjekt in der Aktantenmatrix, ein Problem, das sich die strukturale Erzählanalyse mit der Analogie von Erzählstruktur und Satzgrammatik einhandelt, denn jeder Satz fordert ein grammatisches Subjekt: Wer bzw. welche Klasse von Akteuren ist als eigentlicher „Held“ der Erzählung zu definieren? Barthes konstatiert, dass viele Erzählungen ein widerstreitendes „Dual“ von Personen in den Mittelpunkt stellen, in dem das Subjekt verdoppelt erscheint und nicht reduziert werden kann.

#### Die narrative Kommunikation
Oberhalb der Handlungsebene ist die Ebene der Narration angesiedelt, auf welcher der Adressant der Erzählung (der Erzähler) und die Adressaten der Erzählung (die Hörer oder Leser) kommunizieren. Bei der „Beschreibung des Codes, vermittels dessen Erzähler und Leser in der Erzählung selbst bedeutet werden“, vernachlässigt Barthes die Zeichen der Rezeption und konzentriert sich auf die Zeichen der Narration. Er grenzt sich damit gegen Modelle ab, die den Adressaten in starrer Alternative entweder (1.) als realen Autor fassen, der die Erzählung als „Ausdruck eines Ich“ nutzt, oder (2.) als überpersönliche Instanz mit gottähnlichem Wissen über seine Protagonisten oder (3.) als Erzähler, der nur mitteilt, was die Protagonisten wissen und erleben.

#### Personal und apersonal
Die Ebene der Narration kennt Barthes zufolge wie die Sprache „nur zwei Zeichensysteme: personal und apersonal“, die nicht in jedem Fall durch die grammatischen Merkmale der Person („Ich“) oder Nicht-Person („Er“) zu identifizieren sind. Barthes demonstriert an Beispielen aus Ian Flemings „James Bond jagt Goldfinger“, dass es möglich ist, auch in der dritten Person passagenweise personal zu erzählen, d. h., die erste Person als Instanz der Erzählung zu setzen: Wenn sich die Er-Erzählung, so Barthes ohne Verlust der grammatischen Richtigkeit in eine Ich-Erzählung umschreiben – Barthes verwendet den Begriff „rewriten“ lässt, kann es sich um eine personale Erzählung handeln: „Etwa der Satz: ‚Er bemerkte einen ungefähr fünfzigjährigen, noch jugendlich wirkenden Mann usw.’ ist völlig personal trotz des Er (‚Ich, James Bond, bemerkte usw.’), aber die narrative Äußerung ‚beim Klirren des Eiswürfels im Glas schien Bond plötzlich eine Erleuchtung zu kommen’ kann aufgrund des Verbs ‚scheinen’, das zum Zeichen des Apersonalen (und nicht des Er) wird, nicht personal sein.“

#### Das Apersonale
Das Apersonale ist dabei „der übliche Modus der Erzählung“, dennoch wechseln die Modi des Personalen und des Apersonalen passagenweise und – wie Barthes an einem Beispiel zeigt – auch häufig innerhalb der Satzgrenze. Gerade der „psychologische Roman“ ist durch ein Wechseln zwischen den Modi geprägt, weil die reine Präsenz der Figur als Sprecher (personale Erzählung) den psychischen „Inhalt der Person“, ihre „Dispositionen, Inhalte oder Merkmale“, nicht aufschließt. Ein Teil der – zu Barthes’ Zeiten – zeitgenössischen Literatur bemüht sich dagegen darum, „die Erzählung vom rein konstativen Bereich (den sie bis jetzt ausfüllte) in den performativen Bereich zu überführen“ d. h. den Sinn des Sprechens nicht erst jenseits des Sprechvorgangs anzusiedeln. Ein solches Schreiben ist nicht mehr „erzählen, sondern sagen, daß man erzählt“. Das Referente, das Was der Erzählung, wird dabei dem literarischen „Sprechakt“ funktional untergeordnet.

### Die Erzählsituation
Unter der Erzählsituation versteht Barthes die „Gesamtheit von Vorschriften, nach denen eine Erzählung aufgenommen wird“, d. h. Textsortensignale wie das „Es war einmal des Märchens“ oder die in der Avantgardeliteratur gebräuchlichen Lektürevorschriften durch typographische Mittel. Die „bürgerliche Gesellschaft und die aus ihr entstandene Massenkultur“ seien allerdings durch eine Abwehr des Zeichenbewusstseins geprägt und benötigten daher „Zeichen, die nicht nach Zeichen aussehen“: Die Kodierung der Erzählsituation kann zu diesem Zweck durch Narrationsverfahren verschleiert werden, welche die Erzählung „naturalisieren“, d. h. dem Rezipienten eine Authentizitätserfahrung ermöglichen, beispielsweise durch Briefromane oder angeblich wiedergefundene Manuskripte.

#### Das System der Erzählung
Wie in der Sprache sind in der Erzählung zwei zusammenspielende Prozesse zu unterscheiden: die Gliederung oder Segmentierung von Einheiten (= Form).und die Integration dieser Einheiten „in ranghöheren Einheiten“ (= Sinn).

#### Distorsion und Expansion
Die Form der Erzählung beruht auf zwei „Fähigkeiten“, die Barthes mit den Begriffen Distorsion und Expansion belegt. Der Begriff Distorsion, der in der medizinischen Terminologie eine gewaltsame Verdrehung oder Zerrung bezeichnet, meint das Verfahren, die Zeichen „über die ganze Geschichte auszudehnen“. In die Distorsionen werden dann „unvorhersehbare Expansionen“. eingefügt. Die Erzählung ist – in linguistischer Terminologie gefasst – „eine hochgradig synthetische, hauptsächlich auf einer Syntax der Verschachtelung und Umhüllung beruhende Sprache“. Ihr Verfahren entspricht der Dystaxie, d. h. der Umstellung der gewohnten Syntax. Die Erzählung wird zusammengehalten durch die Klammerfunktion der Distorsion (die Ausdehnung der Zeichen auf syntagmatischer Ebene) und das „Ausstrahlen“ einzelner Einheiten der Erzählung auf unterschiedliche Ebenen; gemeint sind Einheiten, die als Indizien wie auch als funktionelle Einheiten (s. o.) in der Erzählstruktur verankert sind. Wenn etwa James Bond vor einem Flug einen Whisky bestellt, bildet das Getränk zum einen ein polysemisches Indiz, das verschiedene Signifikate wie Modernität, Reichtum und Muße in einem „symbolischen Knoten“ bündelt, zum anderen ist die Bestellung des Whiskys als funktionelle Einheit Teil einer Sequenz („Getränk, Warten, Abreise usw.“), die erst als Ganze einen „abschließenden Sinn“ findet.

#### Die generalisierte Distorsion
Die „generalisierte Distorsion“, welche die Erzählung kennzeichnet, ist antimimetisch. Durch die Ausdehnung der Zeichen und die Aufnahme von Einschüben wird ein Berichtsmodus unterlaufen, der versuchen könnte, die – aus dem Alltag geläufige – unmittelbare Abfolge von Handlungen umstandslos zu reproduzieren. In der Erzählung wird „eine Art logische Zeit“ konstituiert, „die nur wenig mit der wirklichen Zeit zu tun hat, da die sichtliche Pulverisierung der Einheiten immer von der Logik aufgefangen wird, die die Kerne der Sequenz verbindet“. Die Zuspitzung der Distorsion bewirkt die „Spannung“ des Lesers, die auf zweierlei Weise charakterisiert wird: als „emphatische[s] Verfahren des Aufschubs und der Wiederaufnahme“, d. h. als affektive Leserlenkung, und als ein intelligibles Spiel mit der Struktur, das den Leser durch logische Störungen herausfordert.

#### Mimesis und Sinn
Der komplexe Sinn der Erzählung wird durch den Prozess der Integration verstehbar. Durch die Integration wird das Verstehen der nebeneinandergestellten, diskontinuierlichen und heterogenen Elemente, die auf der syntagmatischen Ebene nur sukzessive rezipiert werden können, gesteuert. „Was auf einer bestimmten Ebene auseinandergerät – eine Sequenz zum Beispiel –, wird meistens auf einer höheren Ebene wieder zusammengeführt (Sequenz von höherem Rang, Gesamtsignifikat einer Streuung von Indizien, Handlung einer Klasse von Personen)“. Wenn die Einheit einer Erzählung – wie oben bereits beschrieben – auf unterschiedlichen Ebenen signifikant ist, d. h., wenn sie z. B. gleichzeitig als Funktion einer Sequenz und als Indiz mit Verweis auf einen Aktanten dient, entsteht eine „strukturale Verschachtelung“ zweier Lektüren; „die Dystaxie steuert eine ‚horizontale’ Lektüre, aber die Integration stülpt ihr eine ‚vertikale’ Lektüre über“.
Das Verfahren der Erzählung – Konstituierung einer ‚logischen’ Zeit im Unterschied zur ‚wirklichen’, tiefenstrukturelle Konstruktion des Sinns – zielt nicht auf die Darstellung der ‚Realität’ oder die Kopie einer ‚natürlichen’ Handlungslogik. Die Erzählung ist keineswegs mimetisch, sie „zeigt nichts, sie imitiert nicht. Die Begeisterung, die uns bei der Lektüre eines Romans mitreißen kann, ist nicht die einer ‚Vision’ (im Grunde ‚sehen’ wir nichts), sondern die des Sinns, das heißt eine höhere Art der Relation […]. In der Erzählung ‚geschieht’, vom referentiellen, d. h. wirklichen Standpunkt aus, buchstäblich: nichts; was sich ‚ereignet’, ist ganz allein die Sprache, das Abenteuer der Sprache, deren Eintreffen ohne Unterlaß gefeiert wird“.

## Ausgaben
- Roland Barthes: L’aventure sémiologique. Édition du Seuil, Paris 2007, ISBN 978-2-02-012570-3 (EA Paris 1985).
  - deutsche Übersetzung: Das semiologische Abenteuer. Suhrkamp, Frankfurt am Main 2007, ISBN 978-3-518-11441-4 (EA Frankfurt am Main 1988).